# Chanson française
 (mai 2025).

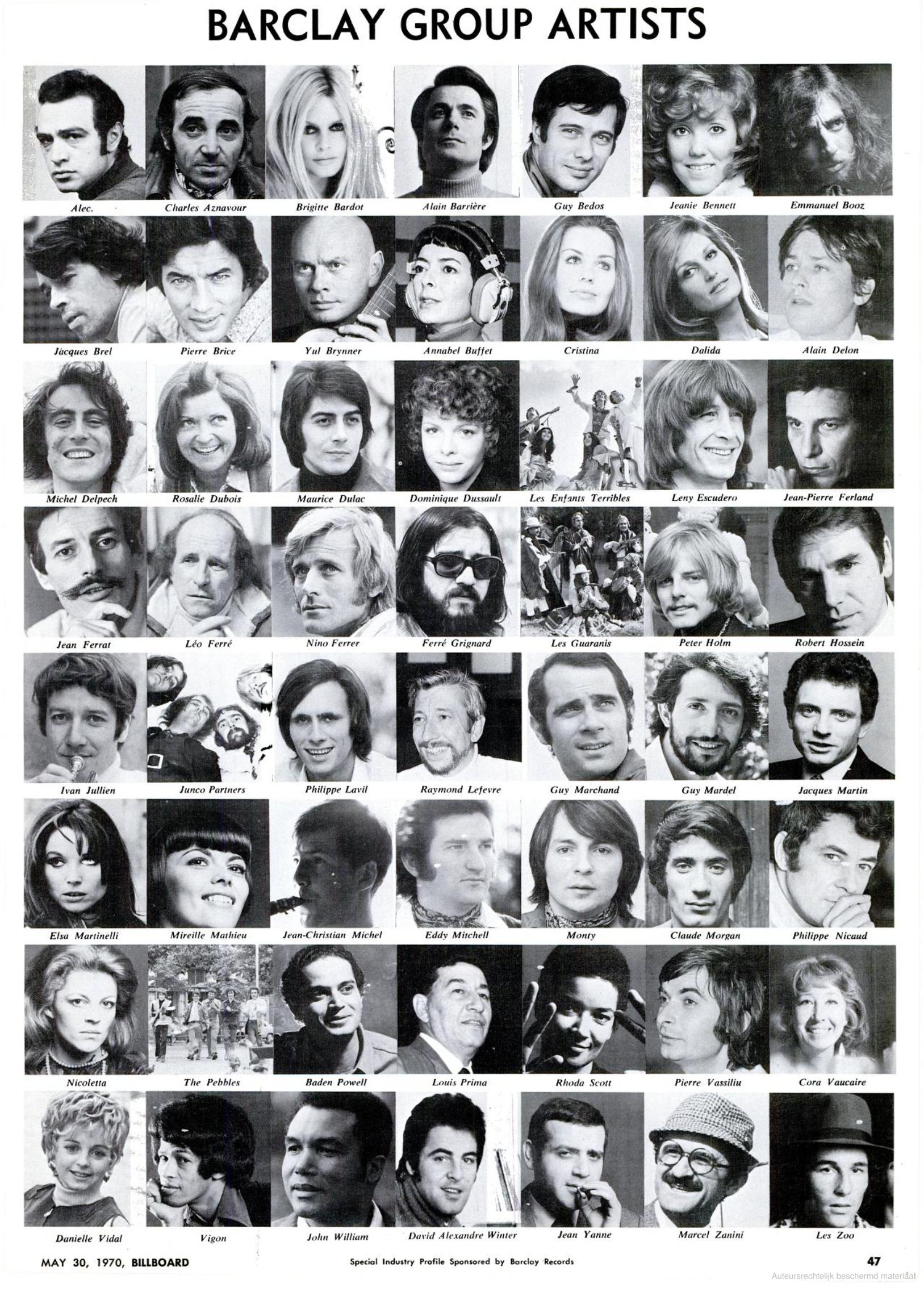
Trombinoscope d'artistes des Disques Barclay (majoritairement d'Europe francophone) en 1970.

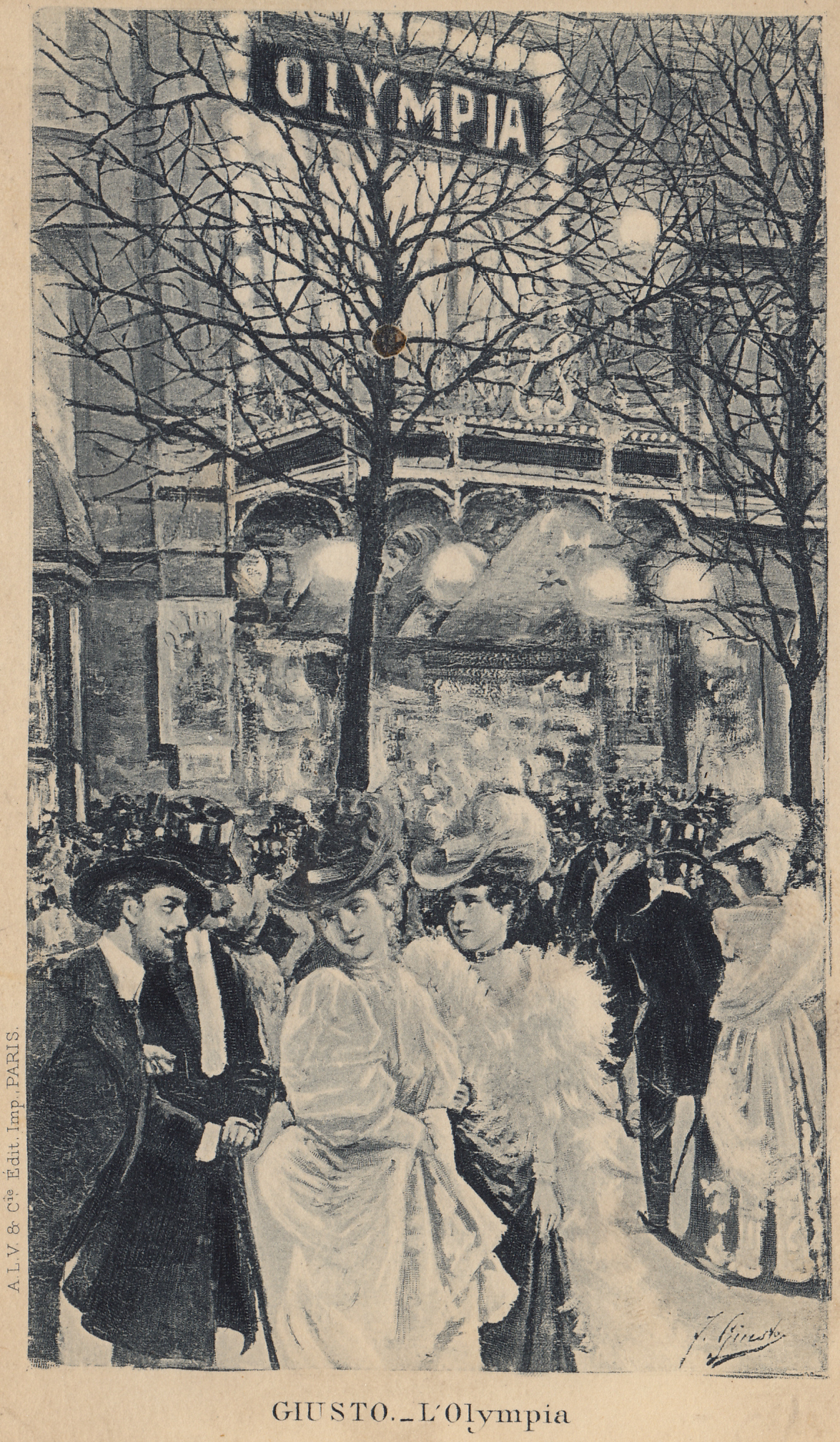
L'Olympia de Paris, scène emblématique de la chanson française.

La  chanson française ou chanson francophone est un ensemble de genres de compositions musicales en langue française dont les plus anciennes connues datent de la fin du Moyen Âge et de la Renaissance. Sur le plan musical, elle se constitue principalement à partir des airs du folklore, des sonneries de chasse et des airs militaires, comme de la musique religieuse et de la musique classique ou savante. 
La création de la protection des droits d'auteur puis l'avènement des enregistrements sonores au XIXe siècle et leur développement dans la première moitié du XXe siècle marquent véritablement un tournant et un essor du genre, influencé dès lors par les courants musicaux successivement en vogue, tels le musette (valse, java, tango) ou la musique dite « typique » d'Amérique latine ou des Antilles (cha-cha-cha, rumba, mambo, samba puis bossa nova) et les adaptations de succès italiens, ibériques, britanniques, slaves ou germaniques et bien sûr les importations massives de la culture nord-américaine comme le jazz (ragtime, charleston, swing), le blues et le gospel, la country, le doo-wop et le rock, le folk, la pop, le disco ou le rap. 
Après une diffusion dans des lieux dédiés comme les goguettes, les cabarets ou les cafés-concerts, voire sur la place publique par les chanteurs de rue, les progrès techniques (fabrication et diffusion du disque phonographique, usage du microphone, retransmission radiophonique, cinéma parlant et chantant, médiatisation) permettent de populariser à grande échelle les chansons et leurs interprètes.
Pour la période moderne, l'usage veut souvent que soient regroupés dans la catégorie « chanson française » des artistes ou des œuvres francophones, quelle que soit leur origine (Québec, Belgique, Suisse, Afrique), tels Félix Leclerc, Jacques Brel ou Henri Dès.
En 2025, la pratique de la chanson française fait l'objet d'une demande de classement à l'inventaire du patrimoine culturel immatériel en France, en vue de sa possible inscription en tant que Patrimoine culturel immatériel par l'Unesco. Cette candidature est initiée par une association de jeunes passionnés de chanson, Le Panthéon de la chanson.

## Histoire

### Origines

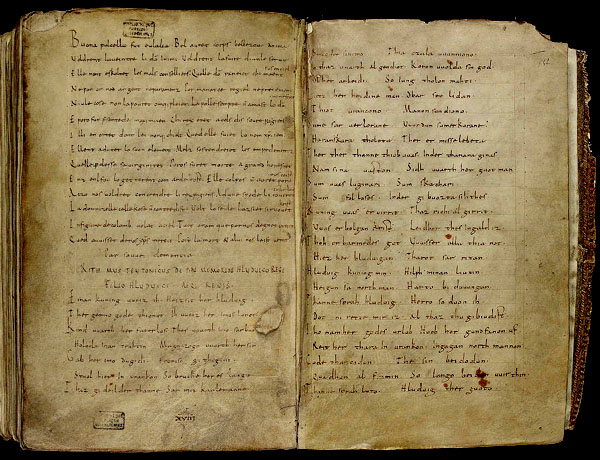
Cantilène de sainte Eulalie, suivi du début du Ludwigslied.

La chanson française peut être différenciée selon les époques. La plus vieille est probablement la Cantilène de sainte Eulalie, premier texte « littéraire » de langue française daté du IXe siècle. Le plus vieil air que l'on chante encore est Le Carillon de Vendôme du XVe siècle.
Les prémices vérifiables de la chanson existent déjà au début du Moyen Âge comme les chants de guerre de l'époque de l'Empire franc, les chants folkloriques et les chants choraux, dont certains remontent à l'époque pré-chrétienne. Seuls subsistent quelques-uns d'entre eux. La Chanson de Roland, qui appartient au genre chanson de geste, est considérée importante, comme chant de la guerre et de destruction dans la lutte contre les païens. Les littéraires et les historiens datent donc du haut Moyen Âge le début d'une « culture de la chanson » au sens étroit du terme. Les premières chansons de divertissement françaises remontent au XIIe siècle. Un genre important est la chanson de geste, qui apparaît à la même époque que les Croisades. Les troubadours viennent pour la plupart de la chevalerie et cultivent une forme spéciale de chanson courtoise. Dans le Nord de la France, leurs semblables sont appelés trouvères.

### Chanson médiévale

#### Chanson de geste

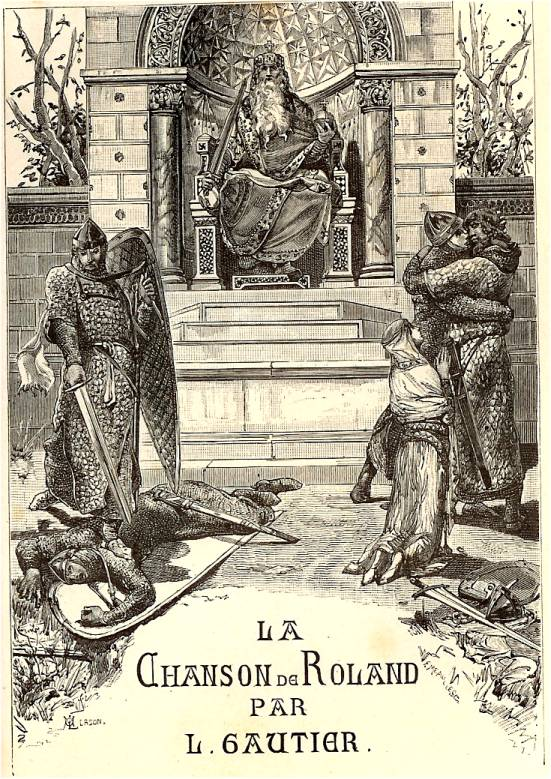
Couverture de l’Édition populaire de la Chanson de Roland (1881), illustrée par Luc-Olivier Merson.

La chanson de geste est un récit versifié (un long poème) le plus souvent en décasyllabes ou, plus tardivement, en alexandrins, assonancés regroupés en laisses, strophes présentant la même assonance, de taille variable, relatant des exploits guerriers appartenant, le plus souvent, au passé. La plupart des chansons de geste puisent dans un passé mythifié et notamment le règne de Charlemagne, d'autres sont globalement contemporaines des personnages de la chanson, comme Hugues Capet, chanson du XIVe siècle.
Souvent anonyme, l'auteur de la geste est un troubadour (ainsi appelé au Sud) ou trouvère (au Nord) qui la destinait à être chantée et accompagnée musicalement, devant un public large, populaire ou noble.
Parmi les plus connues figurent Chanson de Roland, XIe siècle et Renaut de Montauban ou les Quatre Fils Aymon.

#### Chanson courtoise (grand chant)
Les troubadours, des poètes occitans souvent nobles, développent l'art du chant courtois entre 1000 et 1350. Leurs œuvres sont colportées par les ménestrels. Plus de 2 500 chansons sont répertoriées. Vers la fin du XIIe siècle, au nord de la Loire, les trouvères adaptent le chant courtois. Le thème prédominant du grand chant est l'amour courtois, mais les sujets sont plus vastes que dans le canso occitan , surtout après le XIIIe siècle. Le grand chant monophonique du haut Moyen Âge (XIIe  et  XIIIe siècle) est à bien des égards le prédécesseur de la chanson polyphonique du bas Moyen Âge (XIVe  et  XVe siècle)
La chanson d'Aube ou Alba (XIIe siècle) figure parmi les œuvres connues.

### Renaissance

#### Chanson bourguignonne

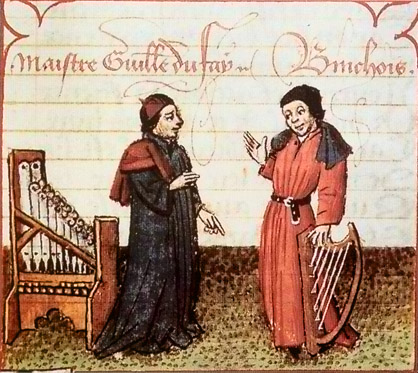
Guillaume Dufay et Gilles Binchois.

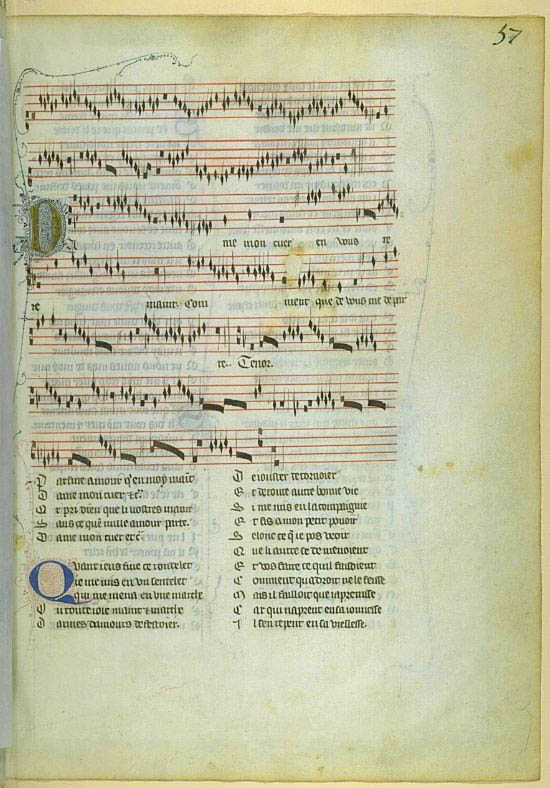
Page manuscrite de Dame, mon cuer en vous remaint, rondeau à trois voix de Guillaume de Machaut.

La chanson bourguignonne est un genre de chanson française polyphonique de la fin du Moyen Âge et de la Renaissance. Les premières chansons ont tendance à être sous la forme de ballade, rondeau ou virelai. Bien que certains compositeurs donnent plus tard à la poésie populaire des formes variées, les premières chansons sont à deux, trois ou quatre voix, puis à quatre voix au XVIe siècle. Parfois, les chanteurs sont accompagnés par des instruments.
Le premier compositeur important de ce type de chansons est Guillaume de Machaut, qui, au cours du XIVe siècle, compose des œuvres à trois voix dans les formes fixes. Guillaume Dufay et Gilles Binchois (1400-1460), chapelain de Philippe le Bon, qui écrivent des chansons dites « bourguignonnes » parce qu'ils sont originaires de cette province Bourgogne, sont les plus importants compositeurs de chansons de la génération suivante (vers 1420-1470). Leurs chansons, bien que de style assez simple, sont aussi généralement à trois voix avec un ténor structurel. Le musicologue David Fallows inclut le répertoire bourguignon dans A Catalogue of Polyphonic Songs 1415-1480. Ces œuvres sont généralement à trois voix (discantus), avec une voix supérieure active montée au-dessus de deux voix inférieures (ténor et alto) partageant généralement la même tessiture.
Après la mort de Josquin des Prés (1521), la chanson bourguignonne est supplantée par la chanson parisienne.

#### Chanson parisienne
Clément Janequin (1485-1558) ou Claudin de Sermisy (~1495-1562) perpétuent la tradition du chant polyphonique, généralement à quatre voix donnant naissance à la « chanson parisienne ». La chanson parisienne se libère des formes fixées à l'époque précédente. Devenant plus libre et plus simple, elle recherche les effets descriptifs en multipliant les jeux de voix et de rythmes. Les onomatopées s'inspirent des éléments de la nature ou de la vie quotidienne comme le chant des oiseaux et les bruits de batailles. Ces œuvres introduisent de longs passages en onomatopées, chantées au milieu d'autres paroles. On peut considérer Janequin comme le premier musicien bruitiste, qui tente de retranscrire dans ses compositions ce qu'il entend. Quand on écoute La Guerre ou Les Cris de Paris, on a l'impression d'entendre, outre la musique, les sons présents à cette époque.
Au XVIe siècle, la diffusion de « musique imprimée  » contribue à la diffusion de la chanson française. En 1571, l'éditeur Adrien Le Roy fait paraître le Livre d'airs de cours mis sur le luth. Les partitions de plus de 275 chansons à 3, 4 et 5 voix de Clément Janequin sont ainsi désormais préservées. 
Après 1550 la chanson polyphonique est supplantée par la « chanson en forme d'air  », ancêtre de la chanson de cour du XVIIe siècle. Celle-ci privilégie la voix supérieure, confiant les autres aux instruments, préfigurant la monodie accompagnée du baroque.

### XVIeetXVIIesiècles

#### Air de cour

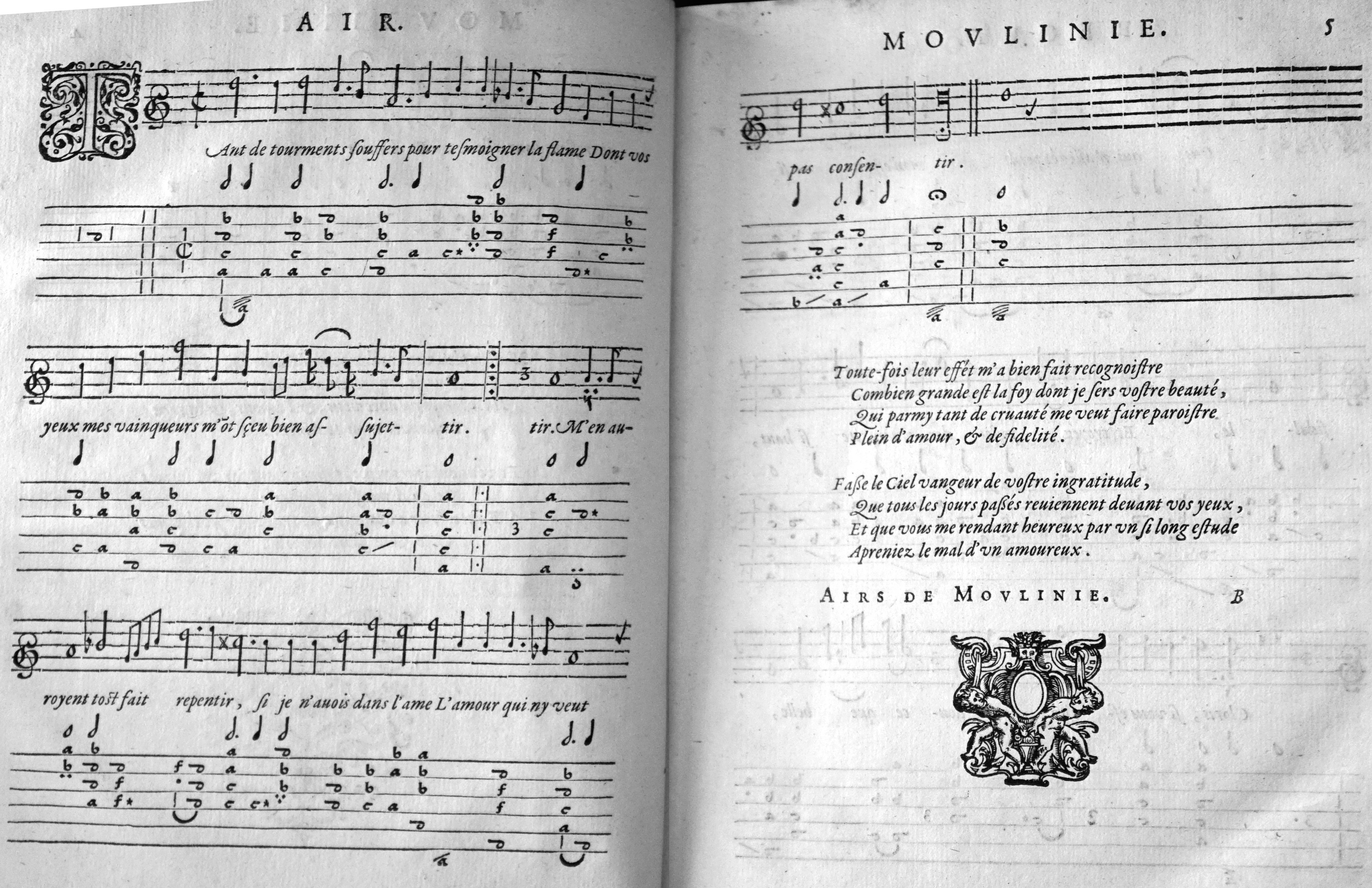
Un air de cour pour voix et luth, extrait du Ier livre de 1624.

L'air de cour apparaît dans les dernières années du XVIe siècle, dans la continuation de la chanson française de la Renaissance sous l'influence des humanistes de la fin du XVIe siècle. De la chanson, il garde la simplicité de la carrure et de la mélodie. Il continue souvent à être écrit à quatre ou cinq voix.
La vogue du luth modifie la nature du chant français. De plus en plus, l'écriture polyphonique à quatre ou cinq voix est remplacée par une seule ligne mélodique accompagnée par le luth, puis par le clavecin. La France reste fidèle au style de la chanson avec sa carrure et sa mélodie indépendante de l'accent des mots.
Parmi les compositeurs d'airs de cour, on trouve Jean-Baptiste Besard, qui fait paraître un recueil de transcriptions pour chant et luth en 1603 ; Giulio Caccini, compositeur et chanteur florentin qui séjourne à la cour de France en 1604 et fait découvrir la récitation chantée et l'art de l'ornementation vocale ; Étienne Moulinié, qui introduit les doubles ornementés en 1629 ; Pierre de Nyert, qui, de retour d'Italie, opère la véritable synthèse du chant français et de la manière italienne ; puis Bertrand de Bacilly, Jean de Cambefort, Sébastien Le Camus, Jean-Baptiste Boësset, Robert Cambert, et surtout Michel Lambert, qui pratiquent l'air de cour.
Au milieu du XVIIe siècle, l'art du chant à la française parvient à un très grand raffinement. Bertrand de Bacilly laisse dans ses Remarques curieuses sur l'art de bien chanter « le code de cet art subtil, précieux, et virtuose ».

#### Tragédie lyrique
La tragédie lyrique (ou tragédie en musique) est un genre musical spécifiquement français, en usage au cours des XVIIe et XVIIIe siècles, principalement représenté sur la scène de l'Académie royale de musique de Paris, puis diffusé dans les autres grandes villes françaises et étrangères. Jean-Baptiste Lully, veut se démarquer de l'opéra italien alors en vogue dans le reste de l'Europe en raison du goût prononcé des Français pour le théâtre et la danse. La « tragédie en musique » est l'aboutissement d'une fusion des éléments du ballet de cour, de la pastorale, de la  « pièce à machines », de la comédie-ballet et de l'opéra-ballet. Ses créateurs — Lully et Quinault — ambitionnent d'en faire un genre aussi prestigieux que la tragédie classique de Corneille et Racine : à l'exemple de cette dernière, la tragédie en musique comporte cinq actes. Les premiers compositeurs d'opéra en langue française sont Robert Cambert, puis Jean-Baptiste Lully à partir de 1673.

#### Chanson populaire
Les origines de la chanson populaire remontent à des temps immémoriaux, bien que les plus anciennes encore connues ne datent que du Moyen Âge. Ses porteurs sont des chanteurs ambulants (parmi lesquels des prêtres) qui chantent des chansons sur les places de marché. En raison de leur contenu, en partie critique envers les autorités, leur diffusion est limitée par des ordonnances et des lois. 
Les deux poètes François Villon (au XVe siècle) et François Rabelais (au XVIe siècle) sont considérés comme des sources d'inspiration importantes jusqu'au XXe siècle. 
La chanson en tant que chanson à texte avec une mélodie simple et un accompagnement d'accords est créée au XVIe siècle à la même époque que le vaudeville. La pratique de la chanson et du chant vaudeville contribue à la formation de la communauté dans la France absolutiste. 
Des chansons font naturellement partie de l'Opéra-comique français au XVIIIe siècle.
À l'occasion de rencontres informelles, les « dîners du Caveau », qui se répandent dans la première moitié du XVIIIe siècle, la chanson devient également populaire auprès des artistes, des écrivains et des universitaires. Les chansons socialement critiques, satiriques ou même poétiques déterminent de plus en plus le répertoire des pièces contemporaines. 
À l'époque de la Révolution française, les chansons de mobilisation s'imposent. Des exemples bien connus sont deux hymnes révolutionnaires Ah ! ça ira et La Carmagnole. En 1959, Pierre Barbier et France Vernillat, dans leur monumentale Histoire de France par les chansons (huit volumes, Gallimard), recensent plus de 10 000 chansons, dont plus de 2 000 pour la seule période révolutionnaire de 1789 à 1795. 
À partir de cette période, l'évolution de la chanson est fortement influencée par les activités des deux paroliers Marc-Antoine Désaugiers (1742-1793) et Pierre-Jean de Béranger (1780-1857). Bien que, rétrospectivement, la position d'opposition de Béranger soit jugée plutôt ambivalente (par exemple, après la révolution de Juillet (1830), il soutient le « Roi citoyen » Louis-Philippe), il jouit pendant le XIXe siècle de la réputation de poète national français.

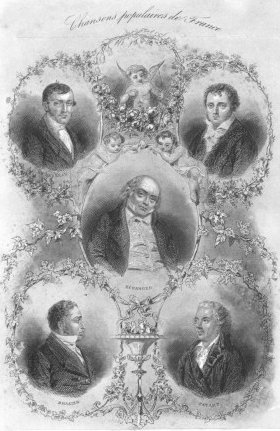
Portraits d'auteurs-compositeurs français en 1866. Au centre : Pierre-Jean de Béranger. En haut à gauche : Théophile Marion Dumersan. En bas à gauche : Nicolas Brazier. En bas à droite : Charles-Simon Favart.

Lors de l'industrialisation de la France au cours du XIXe siècle et au début du XXe siècle, avec les conflits politiques et leurs diverses mobilisations, le répertoire des chansons proclamant des convictions ou commémoratives ne cesse de croître. Beaucoup d'entre elles sont écrites en mémoire de la Commune de Paris et de sa sanglante répression (La Semaine sanglante, de Jean-Baptiste Clément en 1871, ou Elle n'est pas morte !, d'Eugène Pottier en 1886), ou se placent dans la tradition de la chanson ouvrière socialiste.

### La période de la chanson classique: 1890 à 1960

#### Le cabaret

Affiche de Germaine Gallois à la Scala en 1901 par Maurice Biais.

À partir du XIXe siècle, la chanson française développe un charisme international en tant que chanson de cabaret. Contrairement à l'aria d'opéra et à l'opérette, le genre est indépendant de toute intrigue scénique, n'est pas nécessairement chanté à l'opéra et n'est généralement accompagné  d'aucun chœur. Alors que la tradition de la chanson littéraire s'est cantonnée progressivement dans le milieu des clubs et sociétés, les cafés et théâtres de variétés prennent de l'importance en tant que lieux de représentation, encouragés par le fait que les théâtres ont perdu entre-temps le monopole sur les représentations publiques. Dans les années 1830, les premiers « cafés chantants » commencent à apparaître dans les rues de Paris, devenant des lieux de divertissement pour les ouvriers et un public d'abord majoritairement petit-bourgeois, puis  bourgeois, sur les traces de la Goguette. Ils sont suivis par les cafés-concerts situés principalement dans les quartiers nord-est de la ville, sur Montmartre et le Quartier latin, où vivent les « classes laborieuses » et où sont parfois interprétées des chansons socialement critiques et politiques. L'Eldorado ouvre en 1858 et est élevé au rang de temple de la chanson avec ses 2 000 places, suivi par la Scala. À la fin du siècle, des établissements littéraires et artistiques s'ouvrent dans le quartier parisien de Montmartre, comme Le Chat noir, le Moulin-Rouge, les Folies Bergère et l'Olympia.

#### La chanson réaliste

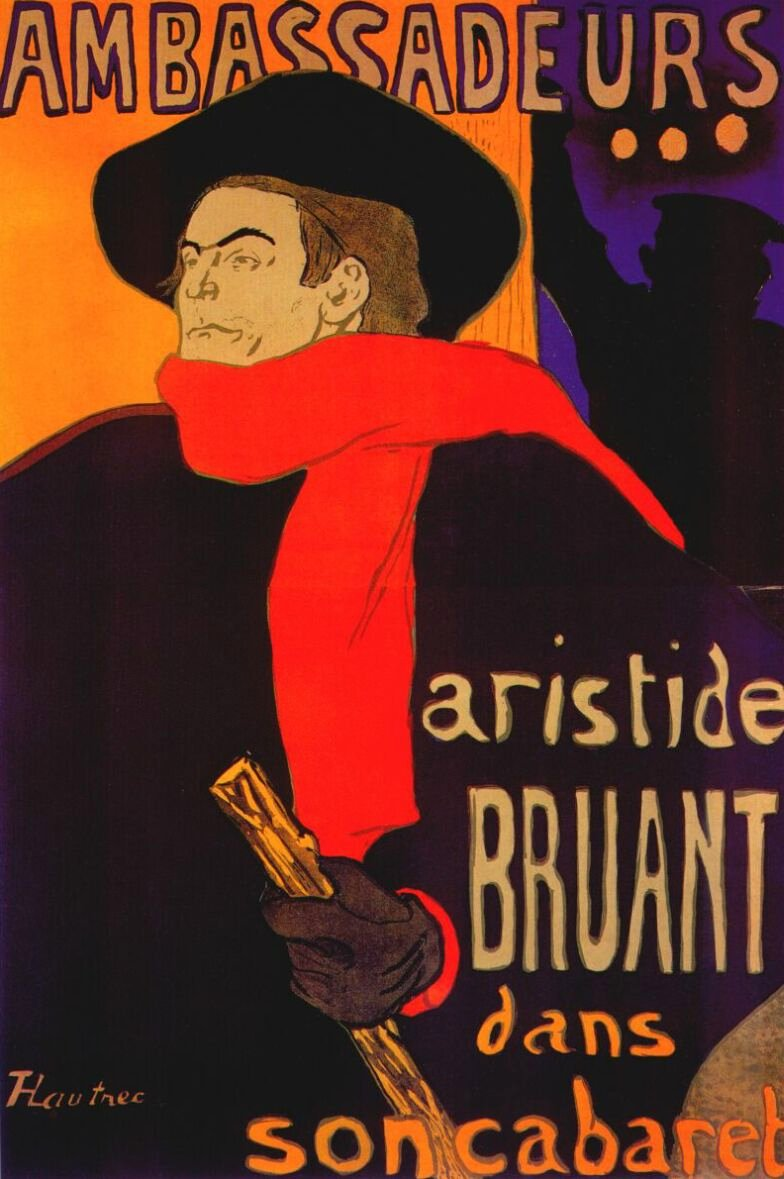
Affiche pour un concert d'Aristide Bruant, par Henri de Toulouse-Lautrec.

Au début du XXe siècle, apparaît un type de chanson influencée par le réalisme littéraire et le mouvement naturaliste : la chanson réaliste. Sa diffusion se localise dans les cafés et cabarets du quartier Montmartre (notamment le Chat noir et le Moulin-Rouge), qui est alors un centre de divertissement hédoniste et frivole.  
Le thème de ces chansons se concentre sur la vie de personnes socialement marginalisées comme les voyous, les prostituées, les proxénètes et les orphelins. Elles sont interprétées entre autres par Eugénie Buffet, Berthe Sylva et Marie Dubas. 
Les vedettes reconnues de la chanson réaliste sont notamment Damia, Fréhel, Aristide Bruant et Félix Mayol. Parmi les classiques, figurent La Paimpolaise de Théodore Botrel, Je te veux d'Erik Satie, Mon anisette d'Andrée Turcy, la chanson anti-guerre La butte rouge et La java bleue de Fréhel.

#### Débuts du music-hall

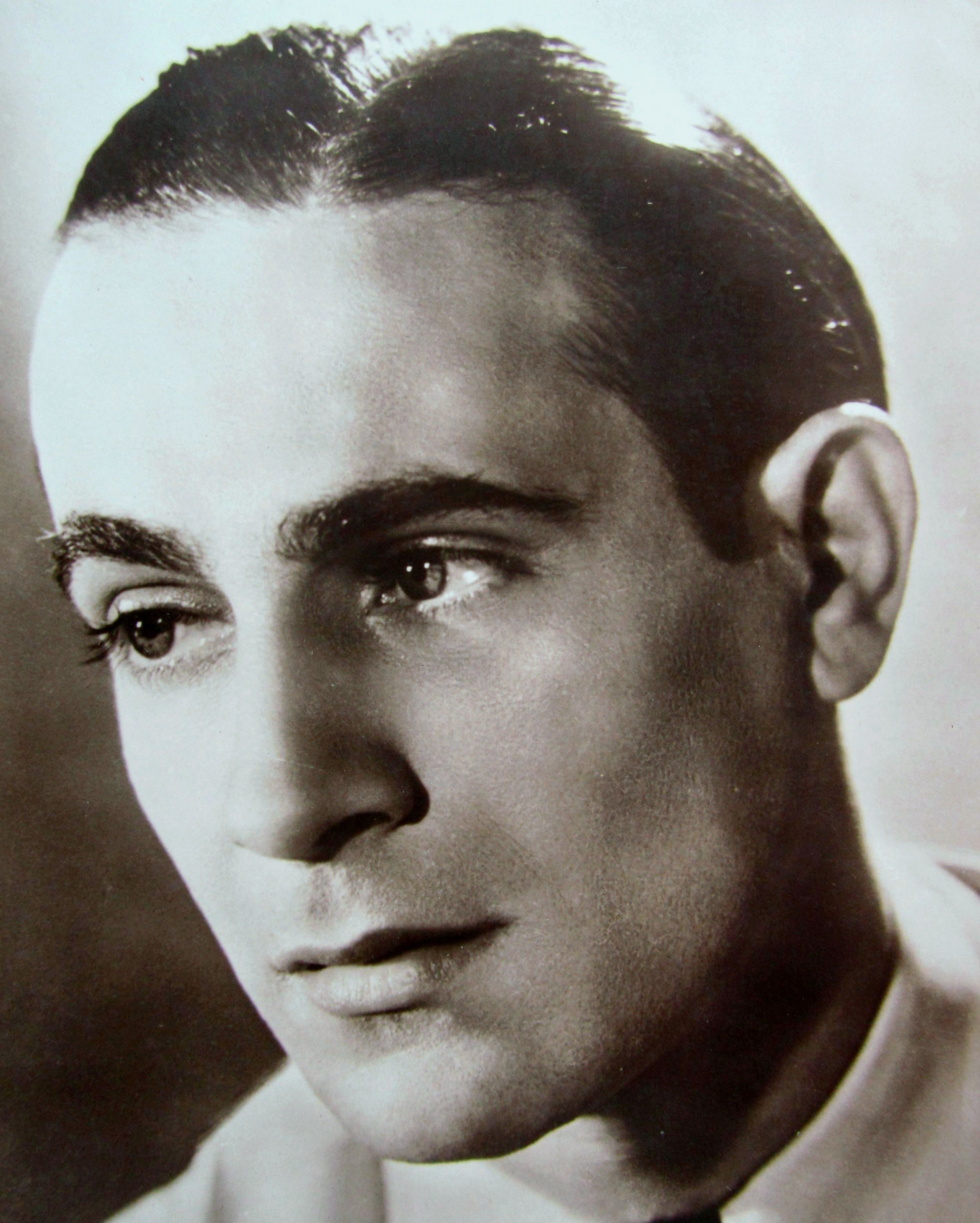
Tino Rossi dans les années 1930.

À partir de la seconde partie des années 1920, le développement de la chanson française est influencé par l'émergence du jazz et du swing, joués sur scène par des petits ensembles. 
Les interprètes les plus célèbres des années 1930 sont Charles Trenet, Jean Sablon, Mireille, Maurice Chevalier et Tino Rossi. La chanteuse Mistinguett est qualifiée de « reine des théâtres de revue », concurrencée par Josephine Baker. Lucienne Boyer se produit dans les salles du monde entier grâce à son titre Parlez-moi d'amour (1930), premier tube planétaire  du répertoire de la chanson française. Les premières vedettes du music-hall sont nées.

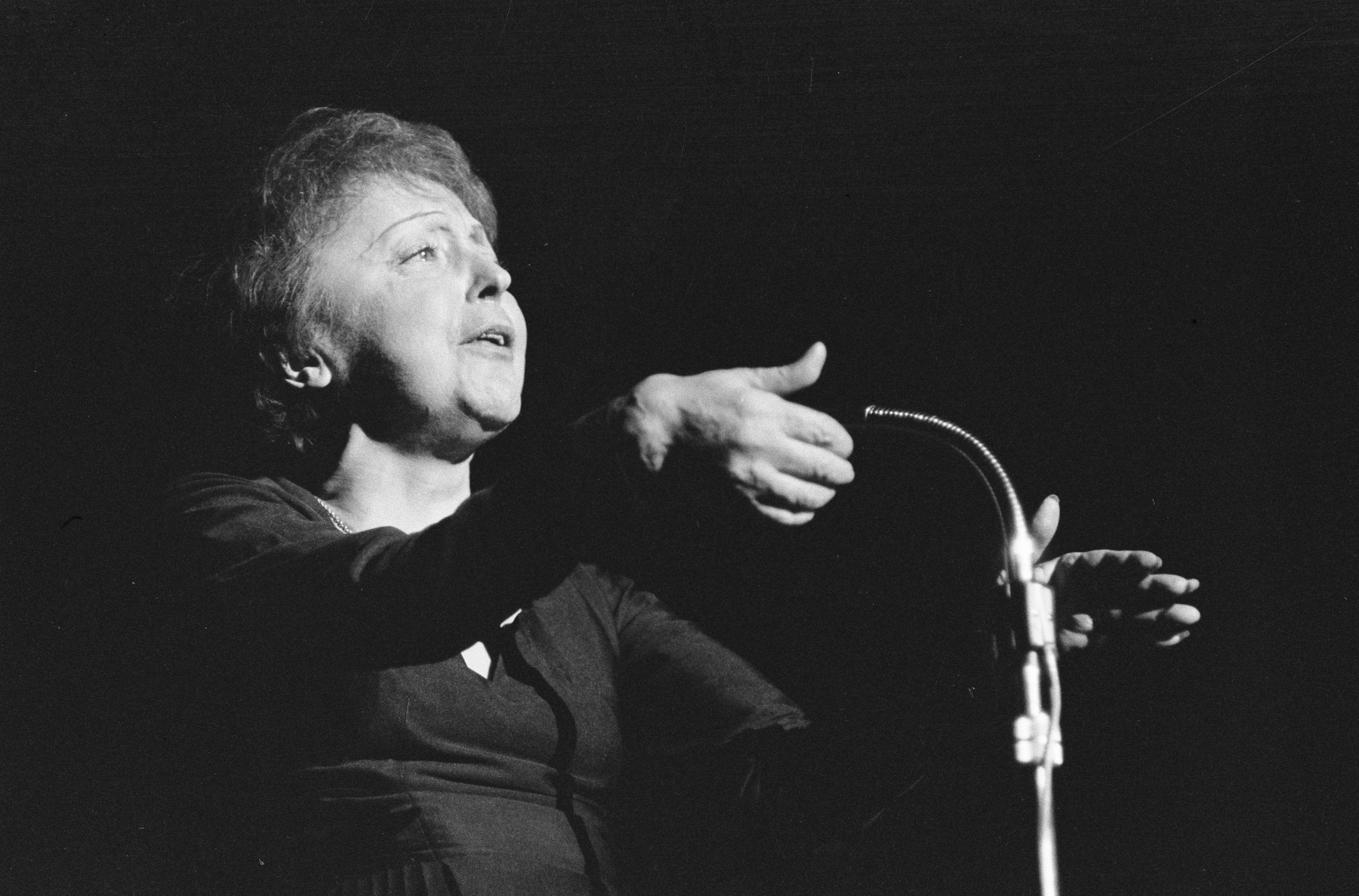
Édith Piaf en 1962.

L'évolution du genre est influencée par Édith Piaf qui s'impose à la fin des années 1930 au théâtre de l'ABC à Paris, avant de devenir une vedette de la chanson au cours de la décennie suivante. De nouvelles vedettes populaires émergent au début des années 1950 comme Juliette Gréco, Yves Montand, Les Compagnons de la chanson, Gilbert Bécaud, Annie Cordy ou encore Henri Salvador. 
Parallèlement, le début des années 1950 marque le retour aux sources littéraires avec les auteurs-compositeurs-interprètes Léo Ferré, Georges Brassens, Jacques Brel, Barbara ou encore Boby Lapointe. Certains d'entre eux s'inspirent ou reprennent plusieurs poètes célèbres comme Prévert, Aragon, Baudelaire, Rimbaud et Verlaine. D'autres, comme Boris Vian écrivent des chansons plus engagées comme Le déserteur. 
À partir de 1955, un nouveau style de chanson arrive en France avec des interprètes au répertoire plutôt méditerranéen, comme Gloria Lasso et Dalida,.

### Arrivée du rock et de la pop

#### Avènement des jeunes et du rock dans les années 1960

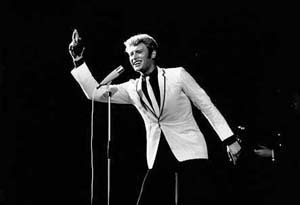
Johnny Hallyday en 1965.

Les années 1960 marquent l'arrivée en France et en Europe du rock'n'roll et de ses dérivés, tel le twist, qui bousculent les codes musicaux, Richard Anthony, Johnny Hallyday, Eddy Mitchell et Les Chaussettes noires, Dick Rivers et Les Chats sauvages en sont les fers de lance. Une génération de jeunes artistes, bientôt surnommée « les yéyés », apparaît alors : Sylvie Vartan, Claude François, Sheila, Françoise Hardy, Hervé Vilard, France Gall, Christophe, Frank Alamo… C'est le temps des copains et des idoles, une émission radiophonique les sacralise autant qu'elle les propulse, le marché du disque est en plein essor,.

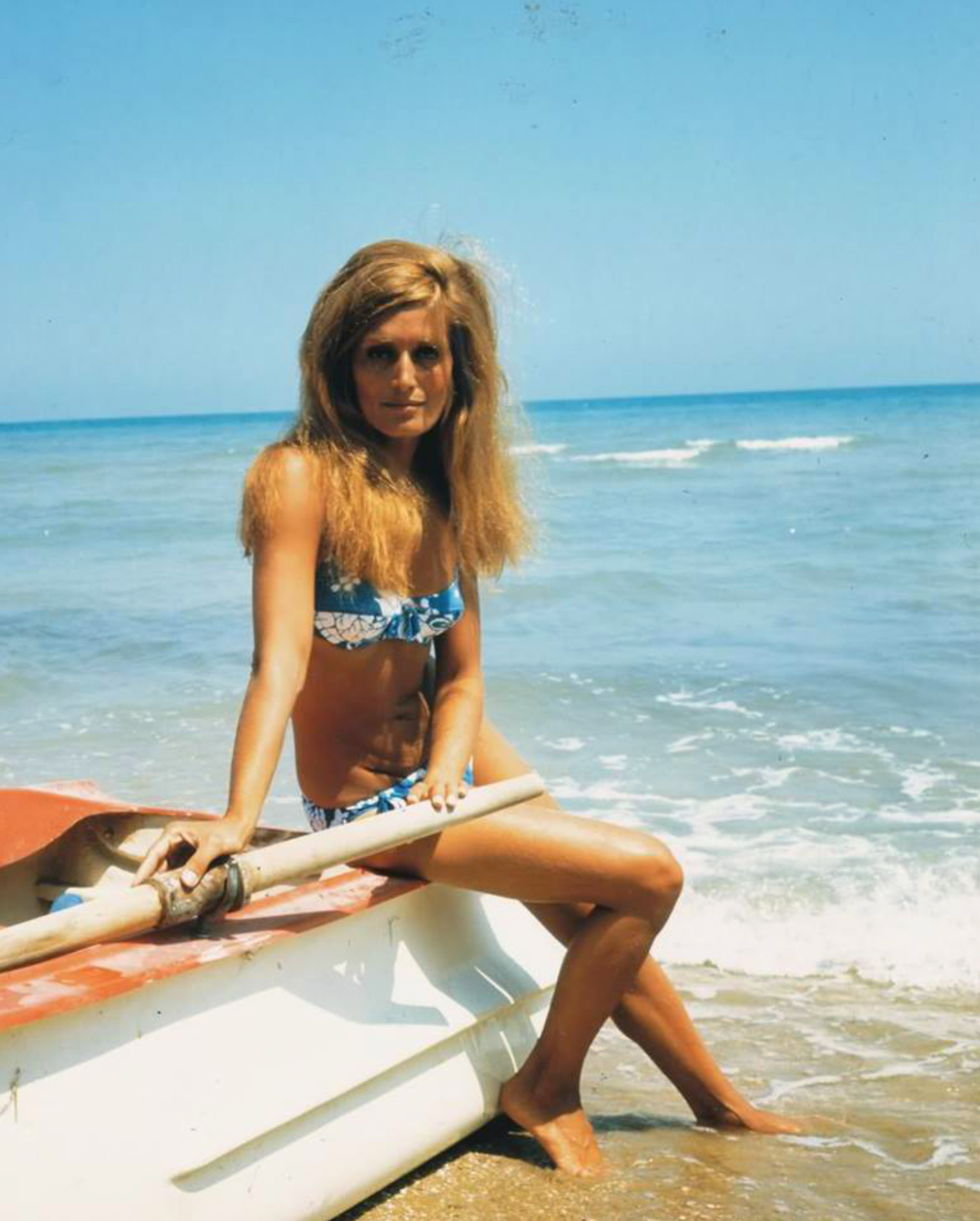
Dalida à la fin des années 1960.

Cette nouvelle industrie met à mal le « music-hall de papa », mais pour autant des artistes comme Charles Trenet, Jacques Brel, Guy Béart, Georges Brassens, Anne Sylvestre, Léo Ferré, Dalida, Charles Aznavour, Henri Salvador, Juliette Gréco, Pétula Clark, Sacha Distel, parviennent à se maintenir, ou à se faire une place sur le chemin de la reconnaissance et du succès, tels Jean Ferrat, Serge Gainsbourg, Claude Nougaro, Adamo, Enrico Macias ou encore Barbara. 
La seconde partie de la décennie voit apparaître de nouveaux chanteurs comme Jacques Dutronc, Antoine, Michel Polnareff, Nino Ferrer, Mireille Mathieu et Joe Dassin, qui enchaînent les tubes.

#### Années 1970, entre variété française et vague disco
À l'aube des années 1970, nombre d'artistes ayant débuté durant la décennie précédente voient leur succès confirmé comme Joe Dassin, Michel Delpech, Claude François, Mireille Mathieu, Johnny Hallyday, Sheila ou Sylvie Vartan. D'autres comme Serge Lama et Michel Sardou deviennent des artistes de premier plan. 
Les répertoires légers (Annie Cordy, Carlos, Pierre Perret, Chantal Goya) côtoient les chanteurs à voix avec un répertoire plus sentimental (Mike Brant, Nicoletta, Michèle Torr, Frédéric François, Dave). Les années 1970 sont aussi celles de la maturité et de la reconnaissance pour des artistes tels que Dalida, Christophe, Marie Laforêt, Michel Berger, France Gall, Nino Ferrer, Maxime Le Forestier, Michel Fugain, Véronique Sanson ou encore Gérard Lenorman. 
La deuxième moitié des années 1970 voit l'arrivée du disco et la création de la comédie musicale Starmania.

#### Tournant des années 1980

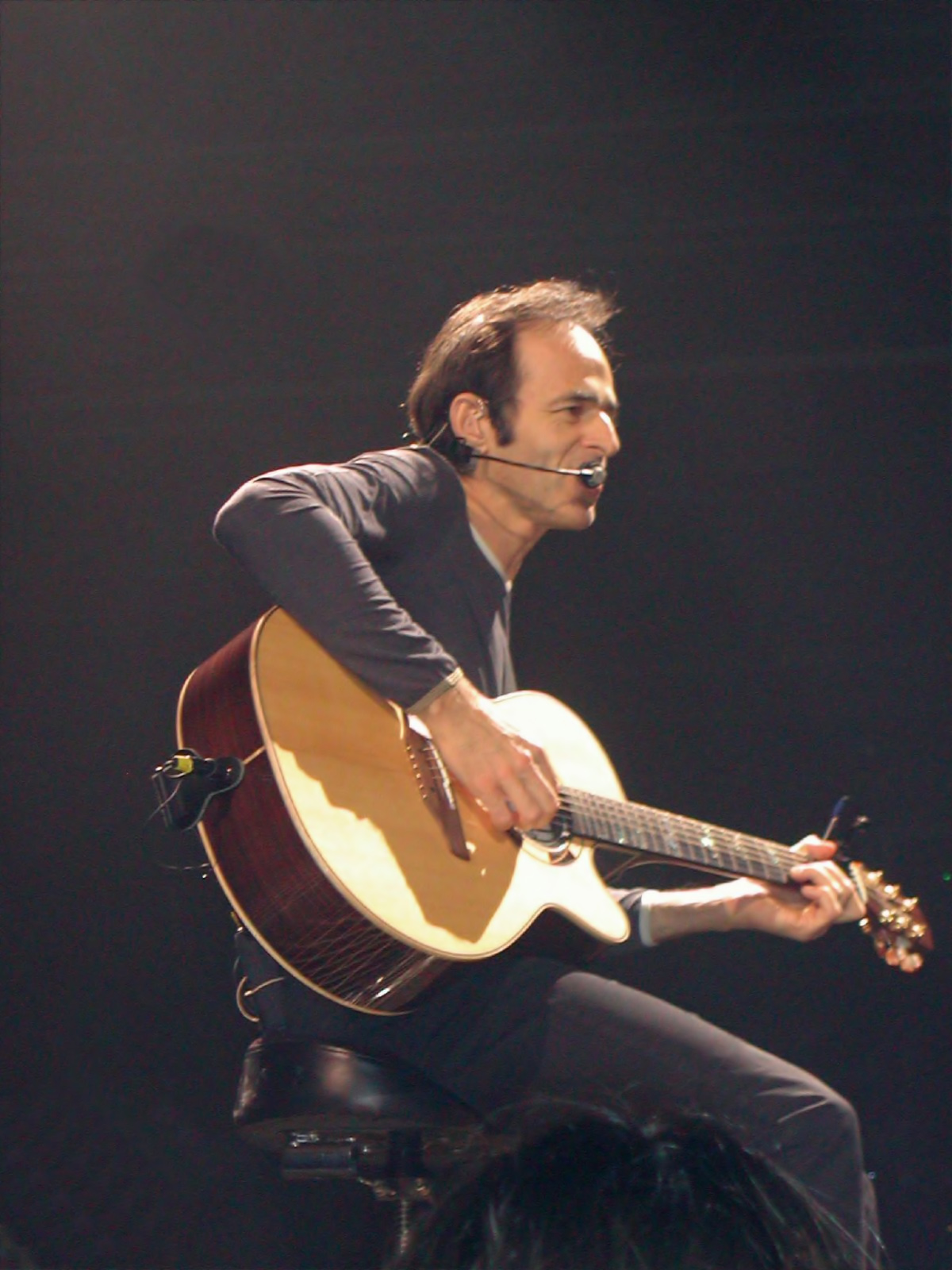
Jean-Jacques Goldman en 2002.

Avec l'autorisation d'émission des radios libres au début des années 1980 et la création du Top 50 en 1984, le paysage de la chanson française se voit transformé. Une nouvelle vague marquée par la musique anglo-saxonne fait son apparition, autant dans la pop (Étienne Daho, Lio, Niagara, Jeanne Mas) que dans le rock (Téléphone, Les Rita Mitsouko, Indochine, Alain Bashung). 
Si plusieurs nouveaux chanteurs enchaînent les tubes à la fin de la décennie (François Feldman, Elsa, Vanessa Paradis, Marc Lavoine, Patricia Kaas...), les deux principales révélations des années 1980 sont sans conteste Jean-Jacques Goldman et Mylène Farmer, dont les clips révolutionnent le genre en France. 
Quelques artistes issus de la décennie précédente confirment leur succès (Daniel Balavoine, Renaud, Francis Cabrel, Alain Souchon, Laurent Voulzy, Julien Clerc, Maxime Le Forestier, Bernard Lavilliers, Frédéric François, Pierre Bachelet), tandis que parmi les artistes issus des années 1950 et 1960, seuls Johnny Hallyday, Michel Sardou et France Gall parviennent à classer plusieurs tubes dans les premières places du Top 50.

#### Années 1990

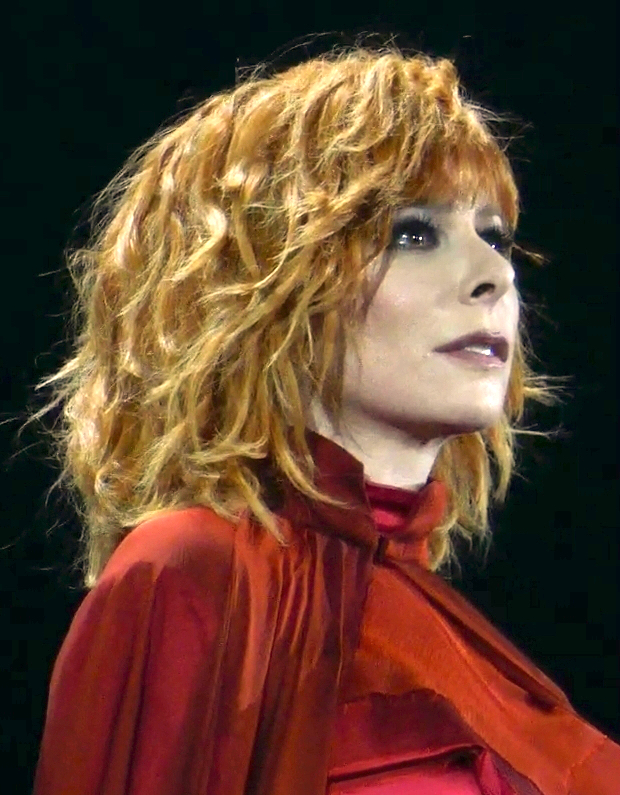
Mylène Farmer en 2019.

Après Désenchantée, un des titres les plus emblématiques des années 1990, Mylène Farmer confirme son succès : ses trois albums sortis durant cette décennie sont tous certifiés disques de diamant. Jean-Jacques Goldman (avec également le trio Fredericks Goldman Jones), Francis Cabrel, Florent Pagny, Alain Souchon et Patricia Kaas en reçoivent deux chacun, tout comme Patrick Bruel (qui, avec Roch Voisine, provoque en début de décennie l'hystérie d'un public jeune et féminin) et Céline Dion, dont le disque D'eux devient l'album francophone le plus vendu au monde. 
Après des concerts remarqués au Parc des Princes et au Stade de France, Johnny Hallyday connaît son plus gros succès commercial avec l'album Sang pour sang. La fin de la décennie voit le triomphe de la comédie musicale Notre-Dame de Paris. 

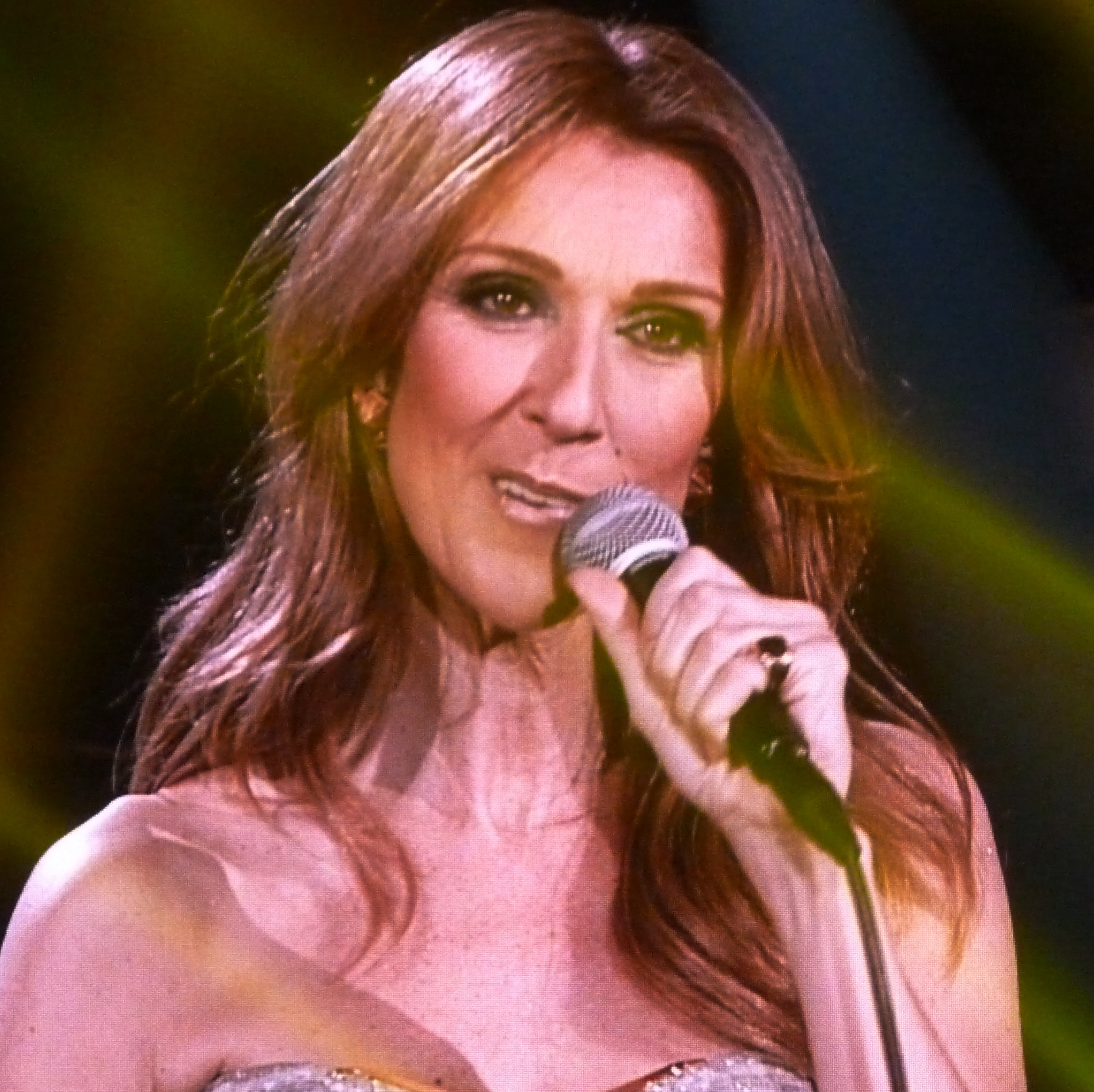
Céline Dion en 2013.

Une nouvelle génération d'auteurs-compositeurs-interprètes apparaît, comme Pascal Obispo, Zazie, Axelle Red et Lara Fabian, ainsi que des artistes rencontrant un succès plus critique que commercial (la « nouvelle scène française »). Le rap se popularise au travers de MC Solaar, IAM et NTM tandis que le rock est représenté par Alain Bashung, Noir Désir, Louise Attaque et la Mano Negra.

#### Années 2000
La décennie 2000 est marquée par la création de plusieurs comédies musicales, dont Les Dix Commandements, Roméo et Juliette, Le Roi Soleil et Mozart, l'opéra rock. 
Très présente en début de décennie, la mode des Lolitas principalement Alizée et Lorie, et des chanteurs à voix Hélène Ségara, Garou, Natasha St-Pier, Isabelle Boulay, Chimène Badi, etc, s'essouffle peu à peu, laissant place à des artistes aux arrangements plus dépouillés (Henri Salvador, Carla Bruni, Bénabar, Raphaël, Grégoire, Cœur de pirate), ainsi qu'à une nouvelle génération issue de télé-crochets comme Jenifer, Nolwenn Leroy, Grégory Lemarchal, Olivia Ruiz et Christophe Willem . 
Alors que De Palmas, Calogero, Yannick Noah et Christophe Maé connaissent leurs premiers disques de diamant, des artistes confirmés continuent de connaître un succès important : Johnny Hallyday, Indochine et Renaud enregistrent les meilleures ventes de singles de leur carrière avec Marie, J'ai demandé à la lune et Manhattan Kaboul, Mylène Farmer est la meilleure vente d'albums féminine de la décennie avec Les mots et la première chanteuse française à remplir le Stade de France, tandis que Jean-Jacques Goldman, Patrick Bruel, Florent Pagny, Michel Sardou, Laurent Voulzy et Francis Cabrel continuent de figurer sur le podium des meilleures ventes. 
Si la variété française reste majoritaire, le rock (Noir Désir, Kyo) et le rap (Diam's) parviennent également à séduire un large public.

#### Années 2010

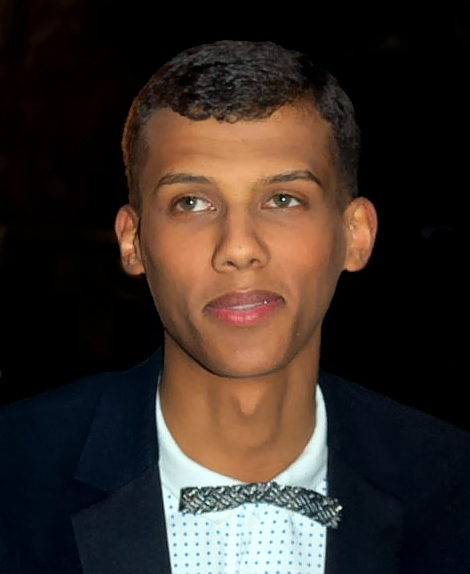
Stromae en 2011.

Cette décennie est marquée par le succès de plus en plus important de la musique urbaine (Sexion d'Assaut, Maître Gims, Black M, Soprano), largement aidée par l'essor du streaming en milieu de décennie.
D'autres artistes émergent, issus de télé-crochets (Kendji Girac, Fréro Delavega, Louane, Claudio Capéo) ou non (Zaz, Indila, Christine and the Queens, Vianney, Angèle).
Stromae enregistre la meilleure vente d'albums de la décennie avec Racine carrée.
Certains artistes révélés lors de la décennie précédente confirment leur succès (Christophe Maé, Nolwenn Leroy, Calogero, Julien Doré, M Pokora), tandis que Mylène Farmer, Johnny Hallyday, Céline Dion, Florent Pagny, Renaud et Indochine continuent de figurer parmi les poids lourds de la chanson francophone.

#### Années 2020
Les années 2020 sont marquées par une forte présence de chanteuses avec des chansons à message féministe : Angèle, Pomme, Clara Luciani, Zaho de Sagazan entre autres. Le succès est toujours au rendez-vous pour des artistes révélés dans les décennies précédentes tels Julien Doré et Vianney.

## Stations de radio spécialisées dans la chanson française
Certaines stations de radio sont spécialisées dans la chanson française :
- Chante France ;
- M Radio ;
- RDL Radio (en région Hauts-de-France essentiellement) ;
- Radio Bonheur (radio locale bretonne et récemment en DAB+ surtout nord-ouest de la France)
- Radio caprice (radio russe avec deux thématiques francophone, French Pop et chanson Française
- Radio Tfm (toute la France en musique est une radio locale du haut provençal rhodanien qui émet à 95 % de la musique française et la nuit 100 % sinon passé un temps à 100 % chaque jour[Quoi ?])